# Jean De Clerck
Jean De Clerck (Brussel, 24 december 1902 - Leuven, 3 januari 1978) was een brouwerijwetenschapper uit Leuven, die na de Tweede Wereldoorlog mede verantwoordelijk was voor de heropbouw van de bierindustrie in België. Hij was de auteur van een invloedrijk handboek over bierbrouwen. Als leraar en adviseur voor prestigieuze brouwerijen heeft hij in hoge mate bijgedragen tot de internationale reputatie van Belgische bieren, onder meer bij de creatie van de bieren Duvel en Chimay, maar ook vele andere bieren over de hele wereld. In het algemeen oefende hij een grote invloed uit op abdijbieren en de trappistenbieren, waaronder Rochefort.
De Clerck wordt anno 2020 beschouwd als de meest invloedrijke brouwerijwetenschapper van de twintigste eeuw.

## Biografie

### Jeugdjaren
Jean De Clerck werd op 24 december 1902 geboren in Brussel, rue de l'Escalier, niet ver van de Grote Markt. Zijn vader en grootvader hadden daar een kruidenierswinkel. Hij was de jongste van een gezin van drie. In 1903, toen hij nog geen 1 jaar oud was, stierf zijn vader. Zijn moeder ging met haar kinderen bij haar ouders, boeren in Sint-Lambrechts-Woluwe, wonen. In 1913 stierf zijn moeder op haar beurt aan tuberculose en zijn grootouders stierven in 1915 en 1916. Vanaf zijn veertien jaar tot zijn huwelijk, op zesentwintigjarige leeftijd, woonde hij bij zijn oudere zus en broer. Op 23 mei 1928 huwde hij met Rosa Maria Debecker, met wie hij elf kinderen kreeg (zes jongens en vijf meisjes), geboren tussen 1929 en 1951. Een van zijn zonen, Étienne, geboren in 1935, werd ook leraar brouwerij en zijn medewerker.

### Opleiding
Jean De Clerck studeerde aan de lagere school van Sint-Lambrechts-Woluwe en vervolgens aan het jezuïetencollege van St-Michel, waar hij in 1920 zijn diploma in de geesteswetenschappen behaalde. Hij moest zijn medische studies opgeven omdat dit financieel niet haalbaar was, maar in september 1920 begon hij de opleiding tot landbouwingenieur aan de Katholieke Universiteit Leuven en vanaf 1924 behaalde hij diploma's van chemisch ingenieur van de landbouwindustrie en brouwingenieur. Deze duale opleiding geeft hem een overzicht van de bierproductieketen en richtte zijn onderzoek al heel vroeg op de kwaliteit van de grondstoffen die bij het brouwen werden gebruikt.

### Carrière
Na zijn legerdienst bij het artillerieregiment van Leuven, werkte hij tussen 1924 en 1925 in het laboratorium van de brouwerijschool van de Katholieke Universiteit op vraag van professor Verhelst, directeur van de brouwerijschool, die hem in 1925 tot zijn assistent maakte. Aangezien wetenschappelijk onderzoek zonder ervaring met de dagelijkse brouwerijpraktijk niet de juiste manier van werken was, verliet hij het laboratorium en ging hij aan het werk als brouwingenieur bij Brouwerij Haacht in Boortmeerbeek, waardoor hij dagelijks ongeveer 50 kilometer moest fietsen om naar het werk te gaan. Begin 1929 vond hij werk dichter bij huis, bij Brouwerij Roelants in Schaarbeek maar minder dan een jaar later ging hij terug aan het werk bij brouwerij De Haacht, die hem onderdak bood, deze maal als hoofd van het laboratorium.
In 1933 werd hij gerekruteerd door Brouwerij Artois in Leuven, waar hij de functies van hoofd van het laboratorium en van de productie combineerde. In de jaren die volgden, werkte hij mee aan de snelle ontwikkeling van deze brouwerij. Hij kreeg ook bekendheid buiten de grenzen van België en werd als spreker uitgenodigd op verschillende internationale congressen, in het bijzonder in Londen en Boedapest. Hij adviseerde talloze brouwerijen in België, maar ook in Frankrijk (o.a. Brasserie de Nice, Brasserie d´Alger). Samen met Albert Moortgat creëerde hij het bier Duvel, in zijn eerste versie uit de jaren dertig, daarna in zijn huidige versie uit 1967. Hij bleef de activiteit van brouwerijconsulent over de hele wereld (Verenigde Staten, Spanje, Portugal, Frankrijk, Argentinië, Japan, ...) uitoefenen tot 1973.
In 1939 nam zijn loopbaan een wending toen hij op initiatief van professor Verhelst, toen voorzitter van de raad van bestuur van Brouwerij Artois, benoemd werd tot hoogleraar aan de universiteit van Leuven. Hij werd professor en directeur van de brouwerijschool van de Universiteit van Leuven in 1943 en gaf er les in het Frans en het Nederlands. Toen er een opsplitsing plaatsvond in 1971, vertrok hij met zijn bierlaboratorium naar Louvain-la-Neuve. Hij bestudeerde onder meer de gistsamenstelling van bier. De Clerck was de leermeester van pater Theodoor, een West-Vlaming die ingetreden was in 1932 en die brouwmeester was van de Abdij Notre-Dame de Scourmont (Chimay) en deed veel voor de verbetering van het trappistenbier. In 1973 ontving hij de onderscheiding emeritus hoogleraar.
Hij was in 1948 de samensteller van het bekende Cours de Brasserie (twee delen van elk meer dan 600 pagina's), dat in 1957 ook in het Engels verscheen, en in 1964 in het Duits. Het eerste deel ging over grondstoffen, mout-, bier- en brouwerijproductieapparatuur, en het tweede deel over de analyse en controle van de brouwmethoden. Zodra het werd gepubliceerd, werd dit werk door professionals unaniem erkend als de meest complete werk over de bestaande kennis op het gebied van brouwen en in het bijzonder de meest succesvolle technieken van dit moment. Het was en is nog steeds de "bierbijbel" voor vele studenten die brouwwetenschappen studeerden en studeren.
In 1983 werd er door universiteiten van Leuven en Louvain-la-Neuve een Jean de Clerck Chair ingesteld; dit is een postacademische cursus in het maken van mout en de brouwwetenschap, die eens in de twee jaar wordt georganiseerd. Meer dan 150 mensen uit de industrie en de academische wereld hebben sindsdien deze cursus gevolgd. De Clerck was bevriend met onder meer Anna MacGillivray Macleod.
De Clerck werd begraven, samen met zijn vrouw (overleden in 2001) op het kerkhof van de Abdij Notre-Dame de Scourmont.